# Појана луј Алекса (Васлуј)
Појана луј Алекса (рум. Poiana lui Alexa) насеље је у Румунији у округу Васлуј у општини Пушкаши. Oпштина се налази на надморској висини од 200 m.

## Становништво
Према подацима из 2002. године у насељу је живело 369 становника, од којих су сви румунске националности.